# Echidna polyzona
Echidna polyzona is een murene die voorkomt in de Grote en Indische Oceaan op diepten tot 10 meter. Zijn maximale lengte bedraagt zo'n 70 centimeter.